# Villard-sur-Bienne
Villard-sur-Bienne är en kommun i departementet Jura i regionen Bourgogne-Franche-Comté i östra Frankrike. Kommunen ligger i kantonen Saint-Claude som tillhör arrondissementet Saint-Claude. År 2018 hade Villard-sur-Bienne 178 invånare.

## Befolkningsutveckling
Antalet invånare i kommunen Villard-sur-Bienne
Referens:INSEE